# Luvua
Luvua je řeka v Demokratické republice Kongo. Celý tok od pramenů řeky Chambeshi až k ústí do Lualaby je 1500 km dlouhý. Povodí má rozlohu 265 300 km². Někdy je označovaná za část horního toku řeky Kongo.

## Průběh toku
Odtéká z jezera Mweru. Zprava ústí do řeky Lualaba. Na řece se nacházejí peřeje.

## Vodní režim
Maximální průtok má v období dešťů od listopadu do března až dubna. Průměrný roční průtok vody na dolním toku činí 600 m³/s.

## Využití
Vodní doprava je možná na dolním toku do vzdálenosti 145 km od ústí.